# Paul Abels
Paul Hendrikus Adrianus Maria (Paul) Abels (Nijmegen, 29 oktober 1956) is een Nederlandse kerkhistoricus, inlichtingenexpert en bijzonder hoogleraar. Hij was werkzaam bij de Binnenlandse Veiligheidsdienst (BVD) respectievelijk de Algemene Inlichtingen- en Veiligheidsdienst (AIVD) en de Nationaal Coördinator Terrorismebestrijding (NCTb) respectievelijk de Nationaal Coördinator Terrorismebestrijding en Veiligheid (NCTV).

## Leven en werk
Abels werd in 1956 in Nijmegen geboren. Na zijn middelbareschoolopleiding in Almelo studeerde hij geschiedenis aan de Katholieke Universiteit Nijmegen. Rond 1980 studeerde hij af. In 1981 begon hij zijn loopbaan als journalist bij de Twentsche Courant. In 1984 koos hij voor een ambtelijke loopbaan en was achtereenvolgens werkzaam voor de ministeries van Binnenlandse Zaken en van Justitie. In 1994 promoveerde hij op een proefschrift over de gevolgen van de reformatie in Delft en omstreken in de periode van 1572 tot 1621. Dit tweedelige werk schreef hij samen met Antonius Philippus Franciscus (Ton) Wouters. Abels publiceerde diverse historische werken over Gouda, de stad waar hij na 1984 was gaan wonen. Hij was medeoprichter van de Vereniging voor Nederlandse Kerkgeschiedenis. Hij had zowel als schrijver en als eindredacteur van de periode 1572-1795 een groot aandeel in de totstandkoming van de nieuwste stadsgeschiedenis van Gouda: "Duizend jaar Gouda". Hij bezorgde ook een tweetal nog niet gepubliceerde werken van de Goudse priester en historicus Ignatius Walvis. Deze publicaties "Goudsche onkatolyke kerkzaken" en "Goudsche en andre daartoe dienende katolijke kerk-zaaken" werden door hem ingeleid. In 2003 verscheen van zijn hand "Ovittius’ Metamorphosen" een studie over de Fries Pibo Ovittius van Abbema. Voor het Handboek voor Nederlandse Kerkgeschiedenis schreef hij met Willem van Asselt en Aart de Groot de hoofdstukken over de 17e en de 18e eeuw.
Van 1 september 2017 tot 25 mei 2022 was Abels benoemd tot bijzonder hoogleraar "Governance of Intelligence and Security Services" aan de Universiteit Leiden.
Abels is gehuwd en heeft drie kinderen.

## Prijzen en onderscheidingen
Het werk van Abels werd meerdere malen beloond met een prijs. Zo ontving hij in 1980 de scriptieprijs van de vakgroep Geschiedenis aan de Katholieke Universiteit Nijmegen, in 1996 de Eismaprijs voor zijn studie over Delft en omstreken, in 1998 de Walvisprijs voor zijn artikel over Ignatius Walvis en in 2005 de Oud-Utrechtprijs.
Voor zijn verdiensten op historisch gebied werd Abels op 11 oktober 2014 benoemd tot Ridder in de Orde van Oranje Nassau.